# Tim Antalfy
Tim Antalfy (nascido em 1 de abril de 1987) é um nadador paralímpico australiano. Representou a Austrália nos Jogos Paralímpicos de Verão de 2012 em Londres, na Inglaterra, onde conquistou a medalha de bronze nos 100 metros borboleta da categoria S13. Foi medalha de bronze no Mundial de Atletismo de 2013 e 2015 nos 100 metros borboleta, categoria S13.

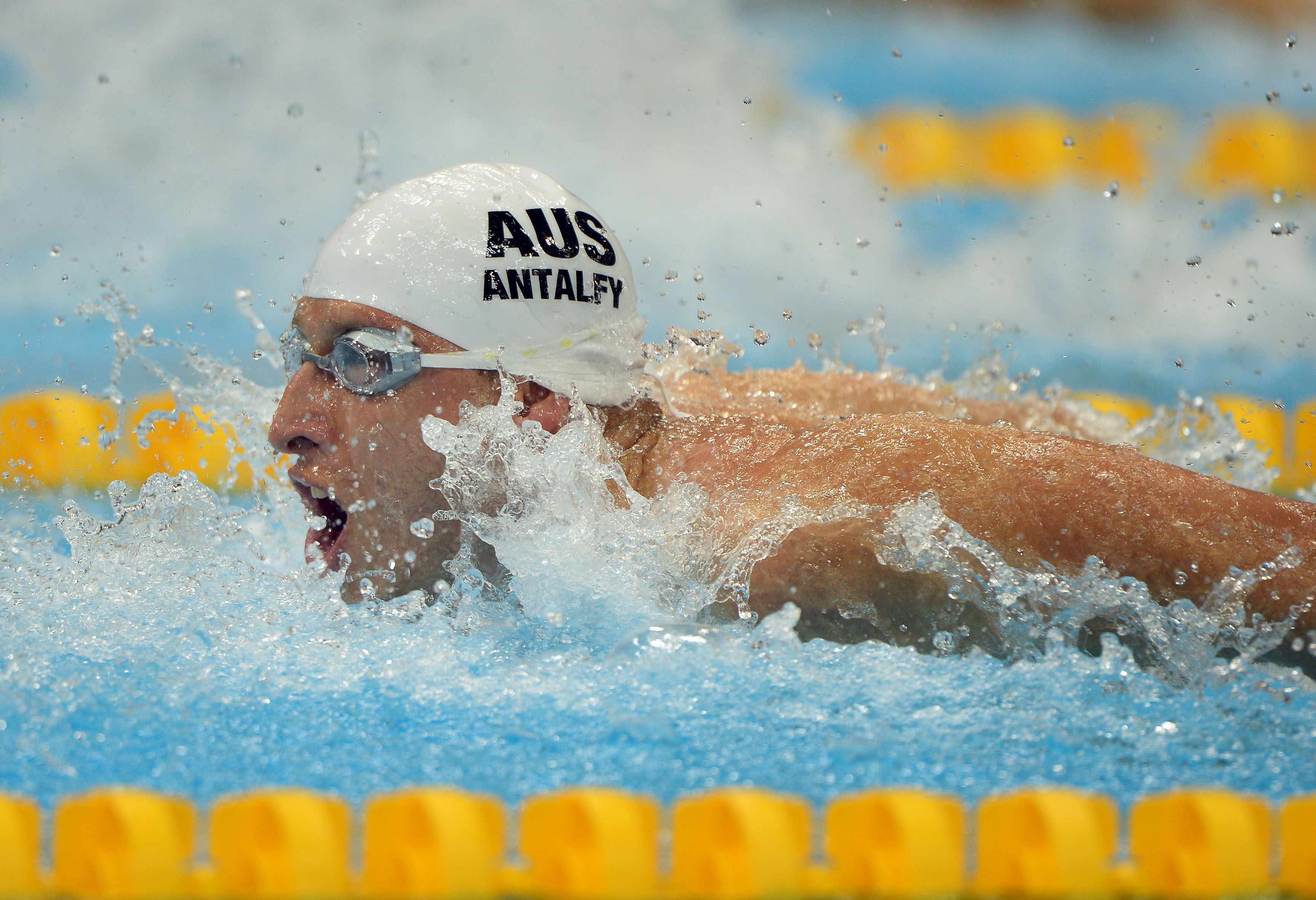
Tim Antalfy durante a Paralimpíada de Londres, em 2012.